# Kóta Jabu
Kóta Jabu (薮 宏太, * 31. ledna 1990 v Tokiu, Japonsko) je japonský zpěvák, který je členem japonské skupiny Hey! Say! JUMP. Patří do agentury Johnny & Associates. Mometálně bydlí v Tokijské metropolitní oblasti. Studuje na Univerzitě Waseda.
Dne 23. září 2001 byl jako nováček přijat do Johnny & Associates. Od té doby, kdy byl přijat do Johnny & Associates do roku 2004, měl nejvyšší hlas v historii Johnny's. Čímž pádem to vedlo k tomu, že se stal leadrem Johnny's juniorů. O dva měsíce později se stal členem a zároveň leadrem nově vytvořené skupiny jménem Ya-Ya-yah. Vydali CD, což bylo dost nezvyklé, jelikož byli stále junioři.
Dne 21. září 2007 se stal členem nové skupiny jménem Hey! Say! JUMP.

## Diskografie

### Solo písně
(pozn. Názvy jsou buď zromanizované nebo zůstávají v originálním znění/názvu)
1. 僕はただ... [Boku wa tada...]
2. Hoši no Furu Toki
3. Hošikuzu no BERU
4. Italia
5. 真夜中の ANSWER [Majonaka no ANSWER]
6. Angel Come To Me
7. Jewel Star
8. Mirai e (text je napsán Jabu)
9. Araši no Carnival
10. Rain Dance
11. Next Dream
12. My Everything
13. Ikudžinaši
14. Čikai no Sora (text je také napsán Jabu)

### Koncerty
- Johnny's Jr. Concert Tackey&Tsubasa Johnny's Jr. Daishugou (29. března - 6. května 2002)[4]
- Okjakusama wa kami SUMMER Concert 55 Mannin no Ai no Request ni kotaete (10.–28. srpna 2002)
- Tackey&Tsubasa「Hatači」de Debut Giant Hits Concert (19.–20. října 2002)
- Tackey & Tsubasa Christmas Party (14. prosince 2002)
- KinKi Kids DOME CONCERT ~FUN FAN FOREVER~ (31. prosince - 1. ledna 2003)
- 2003 Concert Tour To be, To be, Ten made Ten made To be (29. března - 5. května 2003)
- Kotoši mo Ah Taihen ThankU Nacu (8.–28. srpna 2003)
- KAT-TUN no Daibóken de SHOW (12.–20. srpna 2003)
- NEWS Taiwan Concert (10. října 2003)
- Johnny's Starship Count Down (31. prosince - 1. ledna 2003)
- KinKi Kids 24/7 G TOUR (31. prosince - 1. ledna 2003)
- A happy NEWS year 2004 (1.–4. ledna 2004)
- 2004 Concert Tour TackeyTsuba 22sai Kon (4. července 2004)
- Johnny's Theater"SUMMARY"of Johnnys World (8.–29. srpna 2004)[5]
- Tsubasa Con (18.-25. srpna 2004)
- Šinen so-só Kinpači Trio Ya-Ya-yah koncert (2. ledna 2005)[6]
- Ya-Ya-yah Harujasumi Jokohama Arena Concert (26. března 2005)[6]
- Johnny's Theater SUMMARY Digest 2005 (29. července - 4. září 2005)[6]
- Johnny's Junior no Daibouken! (15.–26. srpna 2006)[7]
- You-tachi no Ongaku Dai Undokai (30. září - 1. října 2006)[7]
- 2007nen Kingašinnen Akemašite Omedetó Johnny's Jr. Daishugou (1.–7. ledna 2007)[8]
- Johnny's Jr.no Daibouken! @Meridian (15.–24. srpna 2007)[8]
- JOHNNY'S Jr. Hey Say '07 v Tokyo Dome (23.-24. září 2007)[8]

Hey! Say! JUMP koncerty najdete na Hey! Say! JUMP.

## Filmografie

### Drama
- Taiyo no Kisetsu (červenec - září 2002) jako Tatsuya Tsugawa[4]
- 3nen Bgumi Kinpači-sensei 7. série (říjen 2004 - březen 2005) jako Kodžiro Suzuki[5]
- 3nen Bgumi Kinpači-sensei 7. série Ma no Saishuukai Special (30. prosince 2005) jako Kodžiro Suzuki[6]
- 任侠ヘルパー (Ninkjó Helper) (2009) jako Takajama Mikija (鷹山 三樹矢)
- 任侠ヘルパー (Ninkjó Helper) SP (2011) jako Takajama Mikija
- 3nen Bgumi Kinpači-sensei (3年B組金八先生) poslední série (březen 2011) jako Kodžiró Suzuki (鈴木 彦次郎)

### Varietní představení
- Šónen Club (2001–současnost, společně s ostatními Hey! Say! JUMP členy jsou od roku 2010 moderátory)
- 裸の少年 [Hadaka no Šónen] (2002 – 26. září 2009)
- Ponkikees21 (2002–2004)
- Ya-Ya-yah (5. ledna 2003 - 27. října 2007)
- 百識 [Hjakušiki] (2007–2008)
- Hi! Hey! Say! (3. listopadu 2007 – 26. září 2009)
- 週末 ([Šúmacu]) YY Jumping (10. října 2009 - 26. březen 2009)
- ヤンヤンJUMP [Jan Jan DŽAMP] (2011–současnost)[9]

### DVD
- Koiči Dómoto SHOCK (vydáno dne 16. ledna 2003)
- Okjakusama wa kami SUMMER Concert 55 Mannin no Ai no Request ni kotaete!!(vydáno dne 26. února 2003)
- KinKi Kids Dome F Concert~Fun Fan Forever~(vydáno dne 3. prosince 2003)
- NEWS Nippon 0304 (vydáno dne 7. dubna 2004)
- Johnny's Fan Kanshasai~Kanzen Micchaku Special Hen~(vydáno dne 4. června 2004)
- DREAM BOY (vydáno dne 8. srpna 2004)[5]
- Takizawa Embudžó (vydáno dne 18. června 2004)

### Divadelní hry
- SHOWgeki・SHOCK (4.–28. června 2002)[4]
- PLAYZONE 2002 Aiši (14. července - 15. srpna 2002)[4]
- Nintama Rantaró (忍たま 乱太郎) Musical (20. července 2002)
- ANOTHER (4.–25. srpna 2002)
- SHOCK~is Real Shock~ (8. ledna - 25. února 2003)[10]
- Stand by me (25. července - 10. srpna 2003)[10]
- DREAM BOY (8. ledna - 5. května 2004)[5]
- Stand by Me (16. července - 1. srpna 2004)[5]
- Takizawa Embudžó (7. března - 25. dubna 2006)
- One!-the history of Tackey- (15.–28. září 2006)[7]
- Takizawa Embudžó 2007 (3.–29. července 2007)[8]
- DREAM BOYS (4.–30. března 2008)
- She Loves Me (12. prosince 2009 - 31. ledna 2010)

### Akce
- KICK! ODAIBA 2002 (27.–29. dubna 2002)[4]
- Odaiba Ponkikees21 (29. dubna 2002)
- Nintama Rantaró 10th Anniversary Event (12. května 2002)[4]
- Nintama Rantaró Kókai Event (22. června 2002)[4]
- Pataya Music Festival (19.–24. března 2003)[10]
- Johnny's Fan Kanšasai (12. října 2003)
- World Cup Volley Ball (listopad 2003)
- Johnny's Sembacu Star Baseball Tournament~What we can do right now~ (12. listopadu 2004)